# McLaren MP4/4
Chronologie des modèles (1988)
McLaren MP4/3 McLaren MP4/5
La McLaren MP4/4 est la monoplace de Formule 1 engagée par l'écurie britannique McLaren Racing en 1988. Pilotée par le Français Alain Prost et le Brésilien Ayrton Senna, elle est équipée d'un moteur V6 Honda.

## Conception
La saison 1987 s'est conclue sur un échec de la McLaren MP4/3, pataude et peu épurée aérodynamiquement. Gordon Murray, en provenance de Brabham, épaule Steve Nichols pour créer une monoplace qui tranche avec les projets précédents.
Ayrton Senna et Alain Prost écrasent la saison 1988 avec 15 victoires, 15 pole positions et 10 doublés en 16 Grands Prix et un doublé au championnat. Elle occupe la tête lors de 1003 des 1031 tours de la saison, inscrit le score record pour l'époque de 199 points et offre le titre mondial à McLaren dès le Grand Prix de Belgique, onzième manche de la saison. La monoplace est la dernière équipée d'un moteur turbocompressé, technologie bannie à la fin de la saison.
Lewis Hamilton, qui a essayé la voiture dans le cadre de l'émission de la BBC Top Gear déclare qu'elle est la meilleure qu'il ait piloté.

## La test-car MP4/4B
La MP4/4B est une test-car développée en 1988 et destinée à vérifier le comportement du bloc Honda V10 de 3,5 litres de cylindrée et son intégration dans un châssis McLaren. En effet, la nouvelle réglementation du championnat du monde condamne les moteurs turbocompressés et impose les nouveaux blocs atmosphériques de 3 500 cm3.

## Résultats en championnat du monde de Formule 1

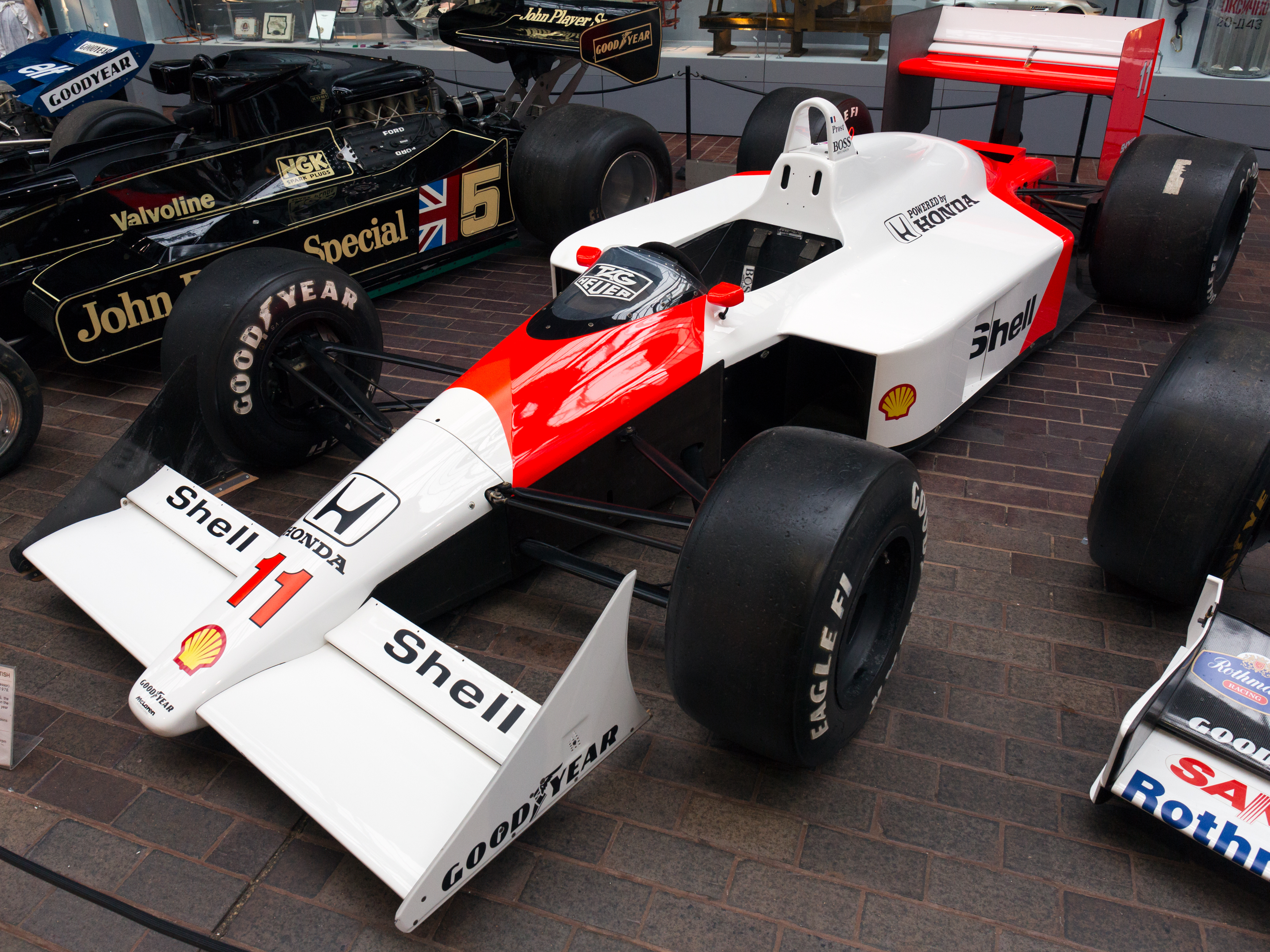
McLaren MP4/4 exposée au National Motor Museum de Beaulieu

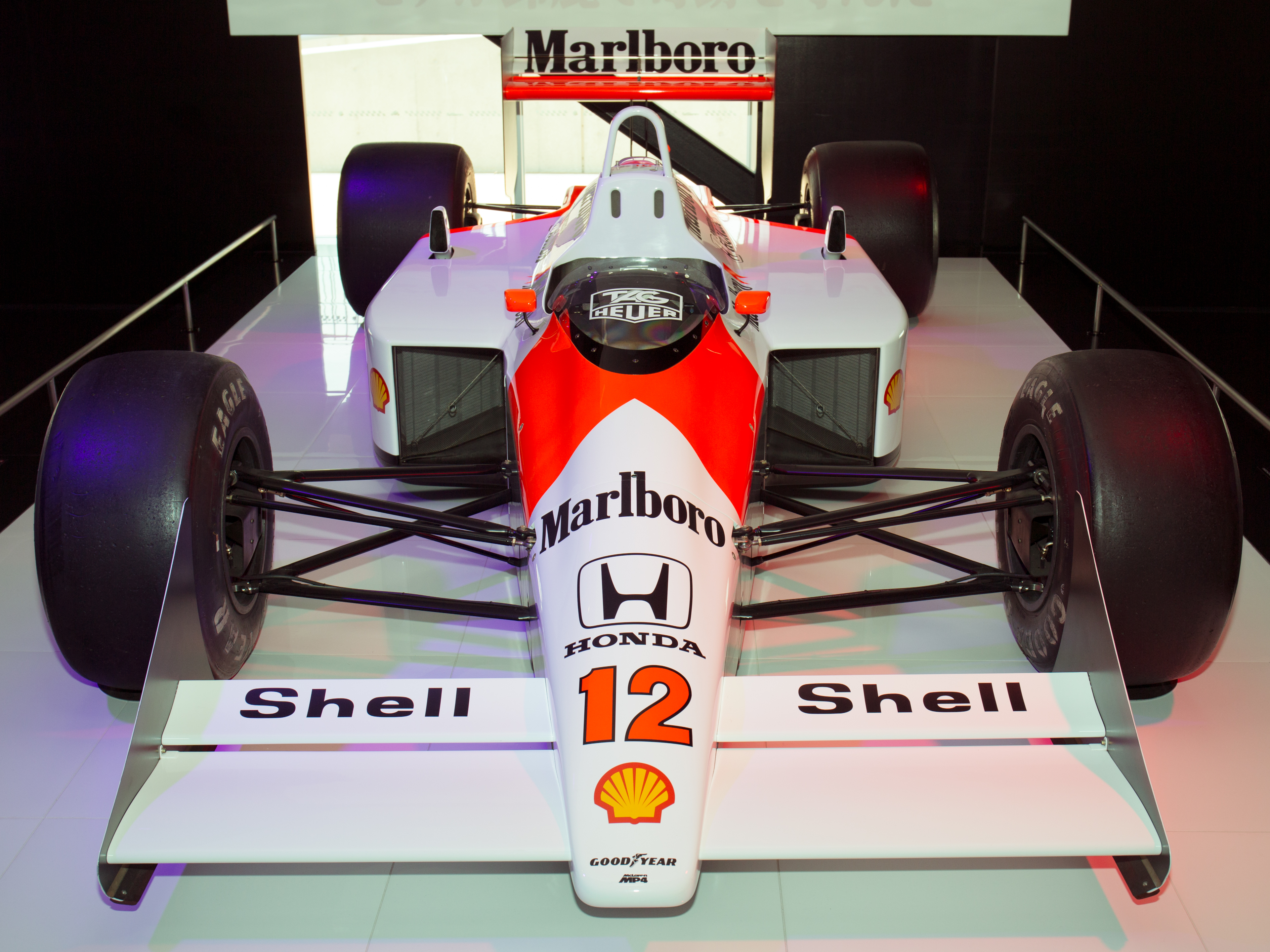
McLaren MP4/4 exposée au Suzuka Racing Theater

| Saison | Écurie                 | Moteur          | Pneumatiques | Pilotes      | Courses | Courses | Courses | Courses | Courses | Courses | Courses | Courses | Courses | Courses | Courses | Courses | Courses | Courses | Courses | Courses | Points inscrits | Classement |
| Saison | Écurie                 | Moteur          | Pneumatiques | Pilotes      | 1       | 2       | 3       | 4       | 5       | 6       | 7       | 8       | 9       | 10      | 11      | 12      | 13      | 14      | 15      | 16      | Points inscrits | Classement |
| ------ | ---------------------- | --------------- | ------------ | ------------ | ------- | ------- | ------- | ------- | ------- | ------- | ------- | ------- | ------- | ------- | ------- | ------- | ------- | ------- | ------- | ------- | --------------- | ---------- |
| 1988   | Honda Marlboro McLaren | Honda V6 RA168E | Goodyear     |              | BRÉ     | SMR     | MON     | MEX     | CAN     | DET     | FRA     | GBR     | ALL     | HON     | BEL     | ITA     | POR     | ESP     | JAP     | AUS     | 199             | Champion   |
| 1988   | Honda Marlboro McLaren | Honda V6 RA168E | Goodyear     | Alain Prost  | 1er     | 2e      | 1er     | 1er     | 2e      | 2e      | 1er     | Abd.    | 2e      | 2e      | 2e      | Abd.    | 1er     | 1er     | 2e      | 1er     | 199             | Champion   |
| 1988   | Honda Marlboro McLaren | Honda V6 RA168E | Goodyear     | Ayrton Senna | DSQ.    | 1er     | Abd.    | 2e      | 1er     | 1er     | 2e      | 1er     | 1er     | 1er     | 1er     | 10e     | 6e      | 4e      | 1er     | 2e      | 199             | Champion   |

Légende : ici 